# Maison des jeunes et de la culture de Saint-Gervais
La Maison des jeunes et de la culture de Saint-Gervais (MJC) est un centre culturel destiné au départ à la jeunesse, ouvert à Genève en 1963 pour lequel on a bâti un nouvel immeuble sise au 5 rue du Temple qui a porté longtemps le même nom. Le centre sous cette appellation a cessé d'exister en  1993 pour laisser la place à la Fondation "Saint-Gervais Genève" qui a repris la continuité de la gestion des activités culturelles au sein du bâtiment. Cette institution a été un lieu important à Genève des cristallisations des revendications culturelles et politiques de la jeunesse au cours des années 1960 et début de celles 1970. Elle a été particulièrement animée pendant ces années-là par les membres du Théâtre de l'Atelier qui avait pour mission d'en assurer l'animation culturelle. Cette institution "va à la fois ouvrir une scène importante pour la contre-culture artistique, tout en révélant les limites des institutions".

## Histoire

### Les origines
L'idée de la création de cette maison remonte à la fin des années 1940. Elle s'inspire du modèle français des Maisons des jeunes et de la culture. La constitution de "Fondation de la Maison des jeunes" est établie en 1956 sur l'impulsion de Gabrielle Hahn.

### Première période (1963-1971)
Le 7 février 1963 est inauguré le bâtiment et sont lancées les activités de la MJC. Cette première période sera marquée par l'animation culturelle innovante et de qualité (théâtre, musique, cinéma) qui y sera donnée par les membres du Théâtre de l'Atelier. Cela est rendu possible grâce au soutien du premier directeur de l'institution, Jacques Rufer. Max Laigneau qui en reprend la direction en 1969, à la suite de la démission de son prédécesseur souhaitera réorienter les activités de la MJC vers celles d'un centre de loisirs traditionnel de quartier. Ce qu'il tentera de faire jusqu'à ce que celle-ci soit occupée par des manifestants en 1971.
Parmi les événements marquants de cette première période, on notera deux productions du Théâtre de l'Atelier, à savoir en 1964 dans le cadre du Festival Bertolt Brecht que la troupe organise, la présentation de la pièce Grand-Peur et Misère du IIIe Reich , et en 1968 la présentation en première mondiale en français de Chant du fantoche lusitanien de Peter Weiss. Pièce politique qui suscita beaucoup de réactions. On peut aussi signaler Requiem des Tréteaux libres présentés dans le cadre du Festival multiart Delirvana II.

### L'occupation (15 au 19 mai 1971)
Du 15 au 19 mai 1971, la MJC sera occupée par des dizaines de personnes à la suite d'un contre-manifestation initié à l'appel du "Comité de soutien aux Tréteaux Libres" et dans le contexte de revendication pour la mise à disposition d'un centre autonome. Ces quatre jours d'occupation préfigurent ce que sera les années à venir, à savoir une maison gérée en grande partie par les personnes qui l'utilisent. L'évacuation par les forces de police sera suivie d'une soirée d'affrontement entre les jeunes et la police. Les revendications des jeunes à disposer de la liberté et d'espaces pour autogérer leurs vies seront soutenues dans la presse par une tribune de personnalités genevoises. La MJC après avoir brièvement ouvert à nouveau, restera fermée tout l'été.

### Deuxième période (1972-1982)
La deuxième période de la MJC verra une expérimentation de la cogestion avec les personnes qui l'utilisent. Les objectifs de la prévention de la délinquance juvénile par l'offre de loisirs sont abandonnés et c'est la démocratisation de l'accès à la culture et son ouverture à l'ensemble de la population qui sont retenus. Parmi les activités marquantes on notera celles du groupe Court-Circuit, du Théâtre O, de l'AMR ou des Montreurs d'images.  Une modification des status de la MJC sera avalisée par le Conseil d'Etat genevois mars 1980. On assiste au même moment à un revirement sur les objectifs de la MJC qui renoncerait à l'ouverture à tous pour privilégier une approche par tranches d'âges. Enfin, une rénovation du bâtiment en profondeur est demandée par les autorités de la Ville et acceptée par le Canton.

### La rénovation (1982-1984)
Les travaux de rénovation débutent en juillet 1982 et la réouverture du lieu s'effectuera le 3 septembre 1984. Durant cette période de fermeture une partie des activités sont transférées dans la Villa du Bout-du-Monde dans le quartier de Champel. Un salle de spectacle temporaire. appelée "Théâtre Off", est aussi ouverte dans l'ancien Palais des expositions de Plainpalais qui se veut un soutien au théâtre indépendant et à la danse contemporaine.

### Troisième période (1984-1993)
À la suite de sa réouverture, les activités de la MJC reprennent par la proposition d'un large éventail d'ateliers dont certains innovants dans le domaine de la vidéo et de l'informatique. c'est d'ailleurs, leur animateur, André Iten, qui devient l'animateur responsable de la MJC à partir de 1988. C'est dans ce cadre que se développe les activités de ce qui deviendra le Centre pour l'Image Contemporaine, en particulier, le lancement de la Semaine internationale de la vidéo. Les autres domaines culturels continuent à exister aussi. On notera en particulier la présentation de la pièce "Suisse sans armée? Un palabre" de Max Frisch, mis en scène par Benno Besson, en novembre 1989 au moment de la votation sur le sujet.

### Quatrième période (1993-2010)
À la suite de la modification des statuts en 1993, la MJC se transforme en Fondation Saint-Gervais Genève. Les activités toujours situées au sein du même immeuble, se concentrent sur la diffusion culturelle et abandonnent en grande partie l'animation et les ateliers. Quatre domaines sont définis : le théâtre, la photographie, l'illustration et la BD et enfin les médias électroniques.
Si Jean-Pierre Aebersold est nommé au départ à la tête du secteur théâtrale, son poste est rapidement repourvu à la suite de sa prise de fonction à la tête du Centre culturel de Meyrin. C'est Philippe Macasdar qui est choisi. La photographie, l'illustration et la BD sont dirigés par Jaqcues Boesch et les médias électroniques sont toujours dirigés par André Iten.
Cette période va voir les deux secteurs du théâtre et des médias électroniques prendre une nouvelle envergure. Tout d'abord André Iten va continuer son travail de développement sur les nouveaux médias qui permettra la création du Centre pour l'Image Contemporaine en 1998. Les activités de ce centre ne vont cesser de se développer et sa collection de s'étendre jusqu'au décès de son directeur en 2008. De son côté, Philippe Macasdar grâce à son expérience acquise, entre autres auprès de Benno Besson et Claude Stratz à la Comédie, a dès le départ une vision claire et ambitieuse du programme théâtrale qu'il veut y mener. Ce programme va se déployer pendant 25 ans jusqu'à son départ en 2018. Il va réussir à affirmer l'identité du ce qui va s'appeler officiellement dès lors le Théâtre Saint-Gervais, tout en revendiquant l'héritage complet de l'histoire passée de la MJC.

### Cinquième période (2011->)
Après le transfert des activités du Centre Contemporain pour l'Image (CIC) au Bâtiment d’art contemporain (BAC), le Conseil de fondation décide d'attribuer l'entièreté des locaux de l'immeuble destinés aux publics aux activités théâtrales sous le nom de le Théâtre Saint-Gervais Genève. Il s'agit d'une reconnaissance du travail mené par Philippe Macasdar depuis 1994 qui voit son mandat prolongé jusqu'en 2015 puis renouvelé jusqu'en 2018. Date à laquelle c'est Sandrine Kuster qui prend les rênes de l'institution.

## Groupes résidents
La MJC a permis par les espaces et les moyens mis à disposition, à de nombreux groupes de développer leurs activités. Les groupes emblématiques sont présentés ci-après par ordre chronologique de collaboration avec la MJC. 

### Théâtre de l'Atelier
Les membres du Théâtre de l'Atelier auront marqué les premières années d'existence de la MJC. En effet de 1962 à 1972, ces membres auront la tâche de porter l'animation culturelle au sein de la Maison. Très rapidement la troupe aura l'ambition de s'adresser à l'ensemble de la population et non plus seulement à la jeunesse.

### Court-Circuit
Court-Circuit est un groupe d'animation cinématographique mené par Léon Meynet, Jean Perret et Efrem Camerin, actif à partir de 1970 et établit au sein de la MJC depuis 1971.

### Théâtre O
Le Théâtre O est une troupe théâtrale fondée en 1969 par une dizaine de personnes fédérées par Michel Barras. La troupe animera des ateliers et produira des créations au sein de la MJC entre 1971 et 1977.

### AMR
L'Association pour la musique de recherche a été herbergée au sein de la MJC entre 1975 et 1978, avant de disposer de son propre bâtiment.

### Les Montreurs d'images
Le Théâtre Les Montreurs d'images est une troupe théâtrale fondée en 1978 par Monique Décosterd et Marco Jaccoud. La troupe anime des ateliers au sein de la MJC entre 1979 et 1982. Ceux-ci débouchent notamment sur de grandes parades d'hiver avec échasses, marionnettes géantes et musique, inspirées par le Bread and Puppet Theatre, précurseuses de la Parade du Père Fouettard de la Jonction ,.

### Festival de la Bâtie
Le Festival de la Bâtie dispose de ses bureaux au sein de l'ancienne MJC où il donne ses conférences de presse et où est organisée une partie de la billetterie.

### Black Movies
Le festival Black Movies a démarré en 1991 et a longtemps eu ses quartiers au sein de l'immeuble du 5 rue du Temple.

### Centre pour l'Image contemporaine
Dès la réouverture après travaux de l'immeuble en 1984, les médias électroniques sont présents et disposent d'un responsable attitré en la personne d'André Iten. Celui-ci va durant 25 ans développer ces activités et faire connaître, sous le nom de Centre pour l'Image Contemporaine, les activités du Centre au niveau international, en particulier dans le domaine vidéo. Après le décès d'André Iten en 2008, les activités et les collections sont transférées à d'autres institutions, le Centre d'art contemporain pour les premières et le Fonds municipal d'art contemporain (FMAC).

### Théâtre Saint-Gervais
L'activité théâtrale est présente tout au long de l'histoire de la MJC mais c'est avec la modification des statuts de la fondation en 1993 et l'arrivée de Philippe Macasdar en 1994 que celle-ci va prendre lentement une part prépondérante jusqu'à occuper l’entièreté des locaux destinés aux publics dès 2011.